# 다카쓰카사 야스코
타카츠카사 야스코(일본어: 鷹司 祺子 たかつかさ やすこ[*], 분카 8년 2월 25일 (1811년 3월 19일) - 고카 4년 10월 13일 (1847년 11월 20일))는 에도 시대 후기 닌코 천황의 뇨고이다. 후에 황태후, 뇨인이 되는 인물이다. 여원호는 신사쿠헤이몬인(新朔平門院)이다.

## 계보
관백 타카츠카사 마사히로의 딸이다. 생모는 아버지의 측실인 곤츄나곤 토요오카 나오스케의 딸 토요오카 히코이다. 이복오빠로는 관백 타카츠카사 마사미치, 동복언니는 닌코 천황의 뇨고 타카츠카사 츠나코 등 형제자매가 다수 있다. 입내 할 때, 아버지 마사히로는 락쇼쿠하고 은거해, 오빠 마사미치 부부의 양녀가 되었다.

## 약력
분세이 6년 (1823년), 닌코 천황의 뇨고였던 언니 츠나코가 난산으로 26세의 나이로 요절하였다. 그래서 분세이 7년 (1824년) 9월에 고카쿠 상황ㆍ닌코 천황으로부터 타카츠카사가에 대해 동생 키요히메 (야스코의 아명)를 언니의 뒤를 따라 천황에게 입내시켜 달라는 요청이 있어, 분세이 8년 (1825년), 15세의 나이로 입내하여 뇨고의 선하를 받는다.
분세이 12년 12월 (1830년 1월), 야스코는 황녀를 출산하지만, 황녀는 덴포 2년 (1831년)에 요절하였다. 이후 자식을 얻지 못하자, 덴포 6년 (1835년), 텐지 오기마치 나오코 소생의 4황자 히로노미야 (오사히토 친왕, 훗날의 고메이 천황)을 양자로 삼았다.
고카 3년 (1846년), 닌코 천황이 승하하고, 야스코의 양자로 있던 오사히토 친왕이 즉위한다. 이듬해, 고카 4년 (1847년) 3월, 야스코는 새로운 천황의 적모로, 황태후가 되지만, 같은 해 10월 13일에 출가해 여원호 선하를 받았지만, 그날 사망하였다. 향년 37세로, 노치노쓰키노와 능에 묻혔다.